# Hrvatski registar brodova
Hrvatski registar brodova je hrvatska neovisna, neprofitna, prema općem dobru usmjerena javna ustanova koja obavlja djelatnosti u svezi zaštite ljudskih života i imovine na moru, sprječavanja onečišćenja pomorskog okoliša i certifikacije sustava upravljanja kvalitetom.
Glavni ured je u Splitu.

## Zadaća
Osnovna zadaća jest na polju klasifikacije i statutarne certifikacije, promicati najviše međunarodno prihvaćene norme u svezi sigurnosti i zaštite života i imovine na moru i unutarnjim plovnim putovima, kao i zaštite okoliša mora i unutarnjih plovnih putova. Status HRB-a regulira Zakon o Hrvatskom registru brodova (Narodne novine br. 1996/81 i Narodne novine br. 2013/76) i Statut HRB-a. Hrvatski registar brodova obavlja klasifikaciju brodova, statutarnu certifikaciju brodova u ime nacionalnih pomorskih uprava (Administracija), statutarnu certifikaciju plovila za razonodu, certifikaciju materijala i proizvoda, ocjenu sukladnosti plovila za razonodu, ocjenu sukladnosti pomorske opreme, ocjenu sukladnosti posuda pod tlakom, potvrđivanje / upis sustava za upravljanje kvalitetom.
Kad se transferira broda iz upisnika strane države u hrvatski upisnik brodova, postoje strogi sigurnosni uvjeti. Ne važe više prethodno izdane isprave, a nove, hrvatske isprave smije se izdati tek kad se utvrdi da je brod propisno održavan, da na njemu nisu sprovedene neodobrene preinake strukture, strojeva, opreme i uređaja i dr.

## Povijest
Sljednik je aktivnosti klasifikacije brodova na istočnoj obali Jadrana. Povijest seže u 1858., kad je ovdje osnovan je Austrijski Veritas kao treće po redu klasifikacijsko društvo u svijetu. 1918. je godine promijenio ime u Jadranski Veritas], koji je djelovao do 1921. godine. Hrvatski registar brodova osnovan je 1949. godine a do 1992. godine djelovao kao JR (Jugoslavenski registar brodova). Bio je pridruženi član Međunarodnog udruženja klasifikacijskih društava (IACS) od travnja 1973. godine do 2004. godine. Od svibnja 2011. godine punopravni je član IACS-a.

## Ovlast i certifikati
Priznato je klasifikacijsko društvo (RO) sukladno Uredbi (EC) 391/2009 Europskog Parlamenta i Vijeća o zajedničkim pravilima i normama za organizacije koje obavljaju pregled i nadzor brodova. HRB je ovlašteno tijelo za a provedbu ocjene sukladnosti za plovila za sport i razonodu prema Direktivi 2013/53/EU, za provedbu ocjene sukladnosti za pomorsku opremu prema Direktivi 2014/90/EU, za provedbu ocjene sukladnosti tlačne opreme prema Direktivi 2014/68/EU (PED),  za provedbu ocjene sukladnosti za jednostavne tlačne posude prema Direktivi 2014/29/EU (SPVD). Certificirao ga je British Standards Institution (BSI) čime se potvrđuje da sustav kvalitete HRB-a udovoljava zahtjevima norme BS EN 9001:2015 u svezi klasifikacije, statutarne certifikacije, statutarne certifikacije pomorske opreme i plovila za razonodu. HRB također posjeduje BSI Annual Statement of Compliance čime se potvrđuje da sustav kvalitete HRB-a udovoljava zahtjevima za certifikaciju sustava kvalitete IACS-a (IACS Quality System Certification Scheme).

## Vanjske poveznice
- Hrvatski registar brodova Hrvatska tehnička enciklopedija, portal hrvatske tehničke baštine. LZMK